# Denise Monteiro
Denise Monteiro, geb. Siebeneichler, (* 1980 in Dresden) ist eine deutsche Synchronsprecherin.

## Leben
Monteiro absolvierte ihre schauspielerische Ausbildung an der Freiburger Schauspielschule (mit Abschluss 2008) sowie anschließend bis 2010 an der Hochschule für Musik und Darstellende Kunst Stuttgart. Neben ihrer Arbeit als Synchronsprecherin arbeitet sie seit 2010 als feste Stationvoice für den Radiosender RPR1.

## Synchronrollen (Auswahl)

### Filme
- Alex McKenna (als Eve) in Dark House (2014)
- Alexa PenaVega (als Ashley) in Blindes Vertrauen (2014)
- Haruka Tomatsu (als Asuna Yuuki/Asuna) in Sword Art Online: Extra Edition (2013)
- María Valverde (als Maria) in Libertador (2013) [Synchro (2015)]
- Cortney Palm (als Sushi Girl) in Sushi Girl (2012)
- Yvonne Strahovski (als Miranda) in Outback – Jetzt wird’s richtig wild! (2012)
- Zelda Williams (als Rickie) in Noobz – Game Over (2012)
- Caroline Tillette (als Bathesda) in Interview with a Hitman (2012)
- Laetitia Casta (als Anna Azuelos) in Do Not Disturb (2012)
- Emma Fitzpatrick (als Elena) in The Collection – The Collector 2 (2012)
- Elizabeth Olsen (als Zoe) in Peace, Love & Misunderstanding (2011) [Synchro (2013)]
- Doutzen Kroes (als Catharina Plancius) in Nova Zembla – Unbekanntes Land (2011)
- Georgina Haig (als Marilyn) in Crawl – Home Killing Home (2011) [Synchro (2013)]

### Serien
- Haruka Tomatsu (als Asuna Yuuki/Asuna) in Sword Art Online II: Sword Art Offline II (2014)[1]
- Haruka Tomatsu (als Asuna Yuuki/Asuna) in Sword Art Online (2012)
- Alessandra Mastronardi (als Micol) in Atelier Fontana (2011) i
- Amanda Foreman (als Felicia) in McBride (2005–2008) [Synchro (2014)]
- Claire Coffee (als Marilyn Fletcher) in McBride (2005–2008) [Synchro (2014)]